# Giroid
Giroid je neskončna povezana trikratno periodična minimalna ploskev, ki ne vsebuje ravnih linij.
Ploskev je odkril Alan H. Schoen v letu 1970.
Enačba ploskve giroida je približno dana z enačbo:
{\displaystyle \cos x\cdot \sin y+\cos y\cdot \sin z+\cos z\cdot \sin x=0\!\,.}
Prostorska grupa giroida je Ia3d.
Ploskev ne vsebuje zrcalne simetrije.
V naravi najdemo giroidne strukture v določenih blokovnih kopolimerih. V polimernem faznem diagramu je giroidna faza med lamelarno in cilindrično fazo.